# Дубові Гряди
Дубові Гря́ди — село в Україні, у Берестинському районі Харківської області. Населення становить 760 осіб. Орган місцевого самоврядування — Дубовогрядська сільська рада.

## Географія
Село Дубові Гряди знаходиться на правому березі річки Оріль, вище за течією на відстані 6 км розташоване село Піскувате, нижче за течією на відстані 11 км розташоване село Великі Бучки, на протилежному березі — село Чернявщина (Дніпропетровська область). Русло річки частково використовується під Канал Дніпро — Донбас.

## Історія
1763 — дата заснування.
Під час організованого радянською владою Голодомору 1932—1933 років померло щонайменше 70 жителів села.

## Населення
За даними перепису населення 2001 року у селі проживали 760 осіб.
Рідною мовою назвали:
| Мова       | Кількість осіб | Відсоток |
| ---------- | -------------- | -------- |
| українська | 729            | 95,92 %  |
| російська  | 21             | 2,76 %   |
| вірменська | 4              | 0,53 %   |
| молдовська | 3              | 0,39 %   |
| білоруська | 2              | 0,26 %   |
| інші       | 1              | 0,14 %   |

## Об'єкти соціальної сфери
- Школа.

## Відомі особистості
В поселенні народився:
- Чорний Георгій Петрович (нар. 1937) — український вчений-ракетобудівник, краєзнавець.

## Пам'ятки
- Поблизу села розташоване заповідне урочище місцевого значення «Дубові Гряди» — об'єкт природно-заповідного фонду Харківської області.
- Братська могила радянських воїнів і жертв фашизму[d]